# Jardín Botánico de Metz
El Jardín botánico de Metz (en francés: Jardin botanique de Metz, también Jardin botanique de la Ville de Metz) es un jardín botánico de 4,4 hectáreas de extensión, ubicado en Montigny-lès-Metz, departamento de MoselaFrancia. Está abierto al público todos los días del año. La entrada es libre.  
Se encuentra encuadrado en la agrupación de Jardins sans Limites que comprende jardines de la región de Mosela, Sarre y Luxemburgo.

## Historia

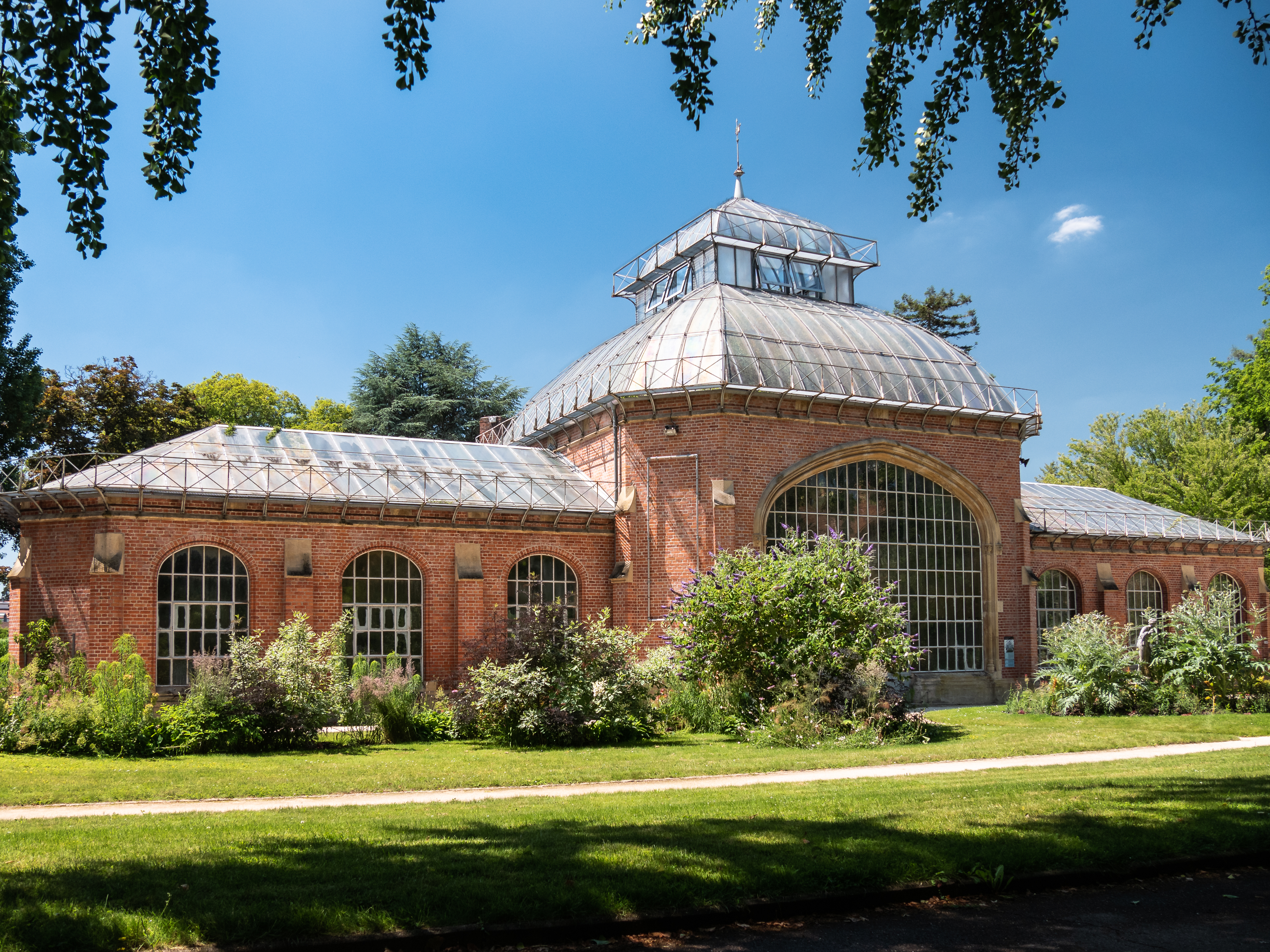
Los invernaderos

El jardín que era conocido inicialmente como « Frescatelly», era una finca de Philippe d'Aubertin de Bionville, cuyo pabellón de verano (edificado en 1719) actualmente alberga la sede del Departamento de Parques. 
La finca fue comprada por la ciudad de Metz en 1866 y tranformado en un parque a la inglesa por el arquitecto de la ciudad Demoget.
El parque alberga un conjunto de árboles notables y raros de más de ciento cincuenta años de edad, siendo alguno de ellos fechable a finales del siglo XVIII. 
Los invernaderos fueron originalmente construidos para la « Exposition universelle de Metz» de 1861, en una explanada propiedad de la ciudad, y desmantelados y trasladados al jardín botánico en 1880.  

## Colecciones

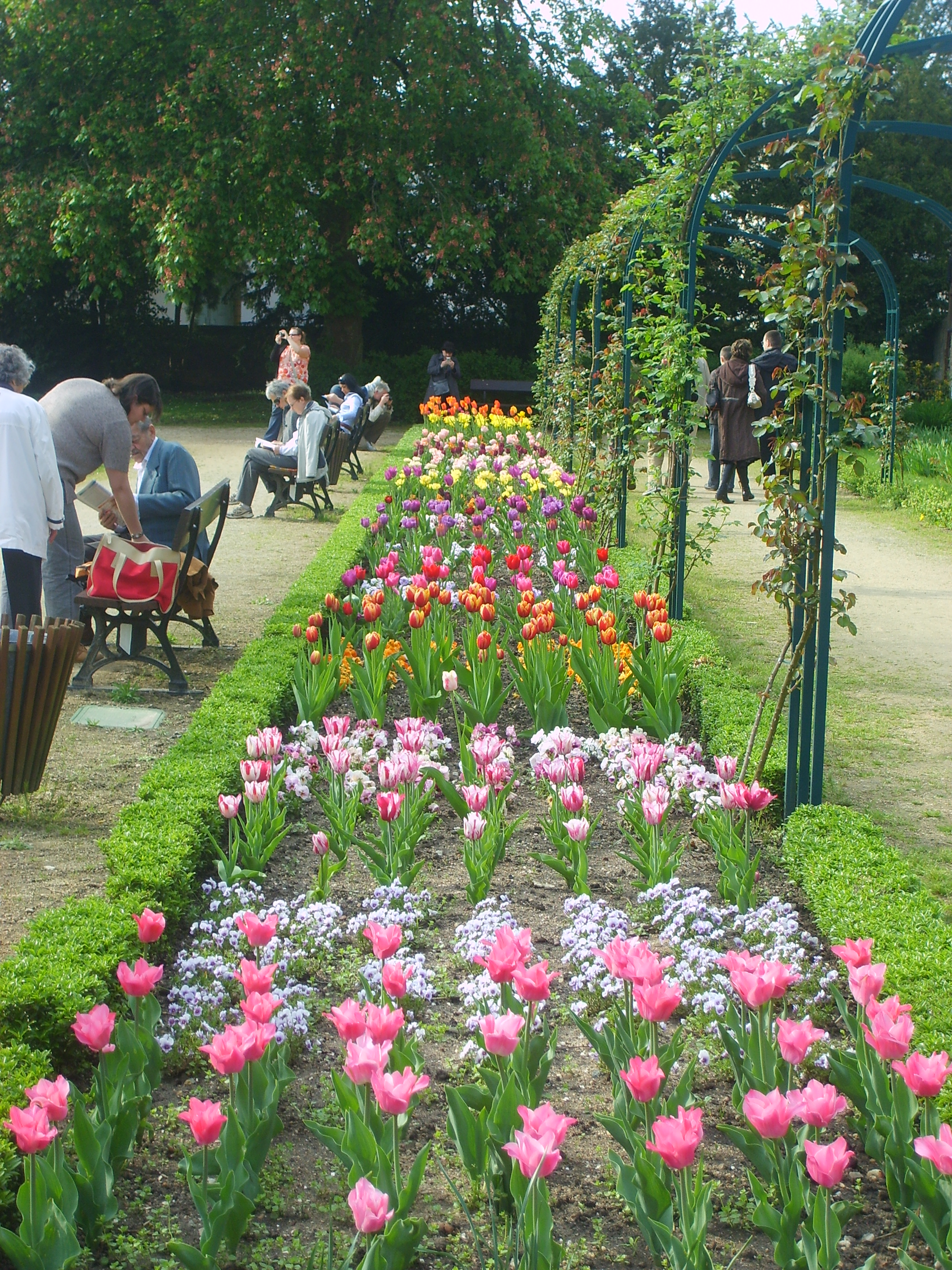
Los tulipanes reemplazan a las rosas en la primavera.

Actualmente el jardín botánico contiene especies y variedades de plantas de todo el mundo, incluyendo:
- Rosaleda con 80 variedades de rosas,
- Jardín de las fragrancias,
- Colección de plantas de porte herbáceo, sobre todo Gramineae y Poaceae.
- Lechos de flores, con plantas anuales, bisanuales y bulbosas.
- Rocalla,
- Arboretum de árboles maduros incluyendo Aesculus flava, Taxodium distichum, Diospyros virginiana, Fagus sylvatica asplenifolia, ginkgo, Melia azedarach, una sequoia de 140 años de edad, y Sophora japonica,
- Un bosquete del bambú resistente a bajas temperaturas Phyllostachys aurea.
- Invernaderos con 1,000 m² contiene unas 4,500 plantas representando a 80 familias botánicas, incluyendo orquídeas, cactus, y palmas.
- 3 Charcas y numerosas sendas de paseo.

Además alberga una estatua de bronce de un águila de 1866 obra del escultor animalista de Metz Christopher Fratin, y un tren de ferrocarril de juguete que circula a través del recinto.

Especímenes
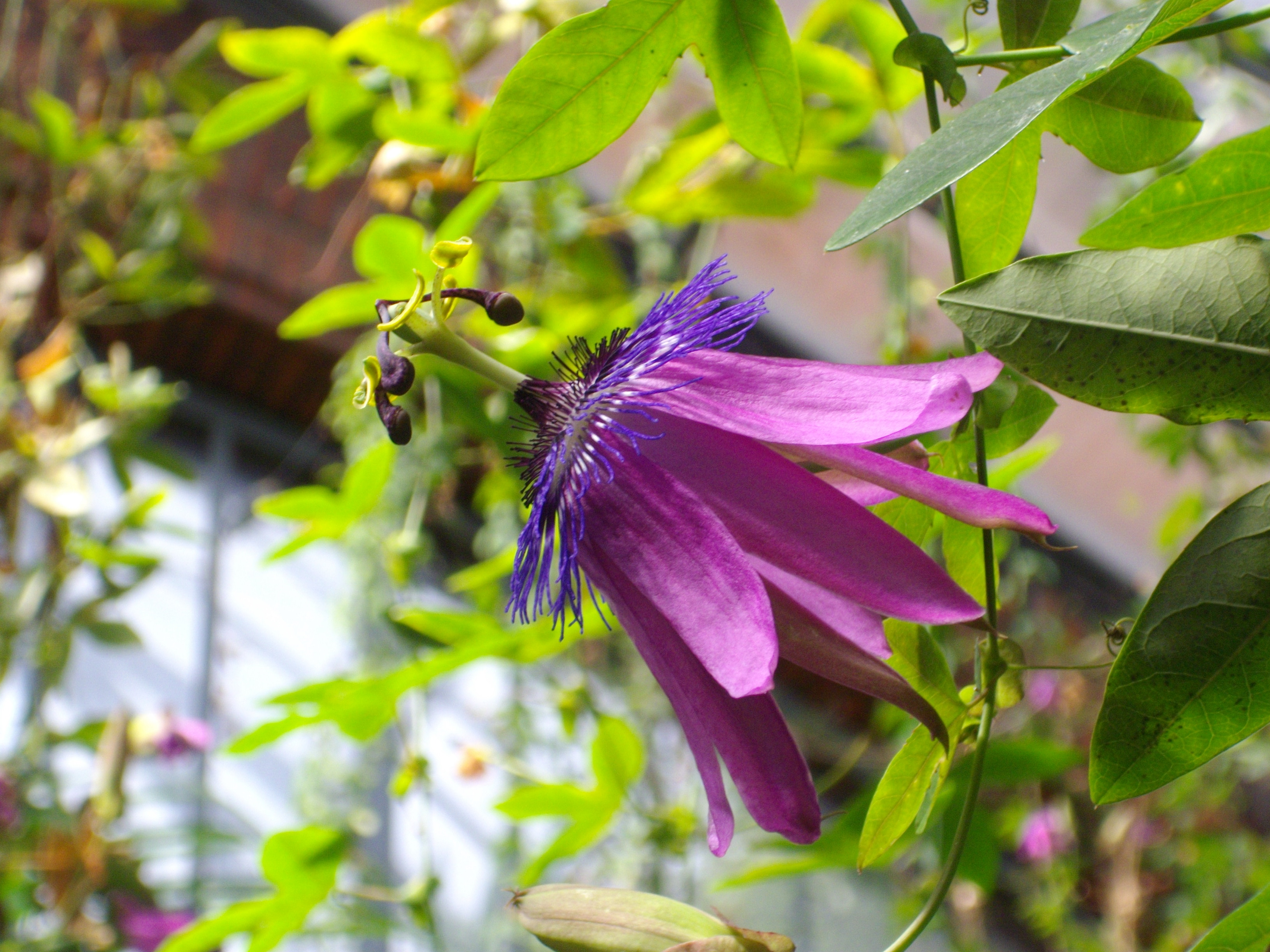
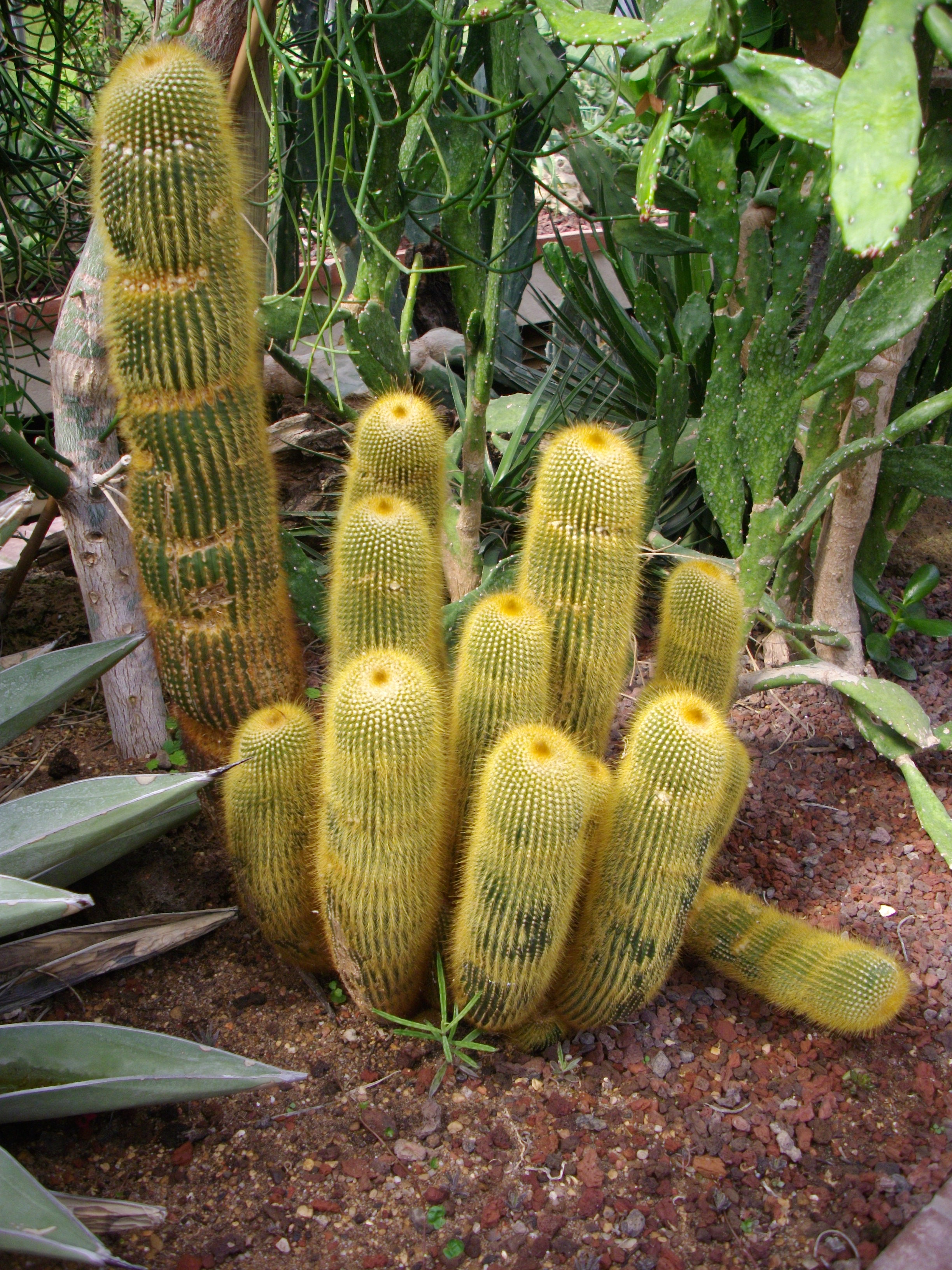
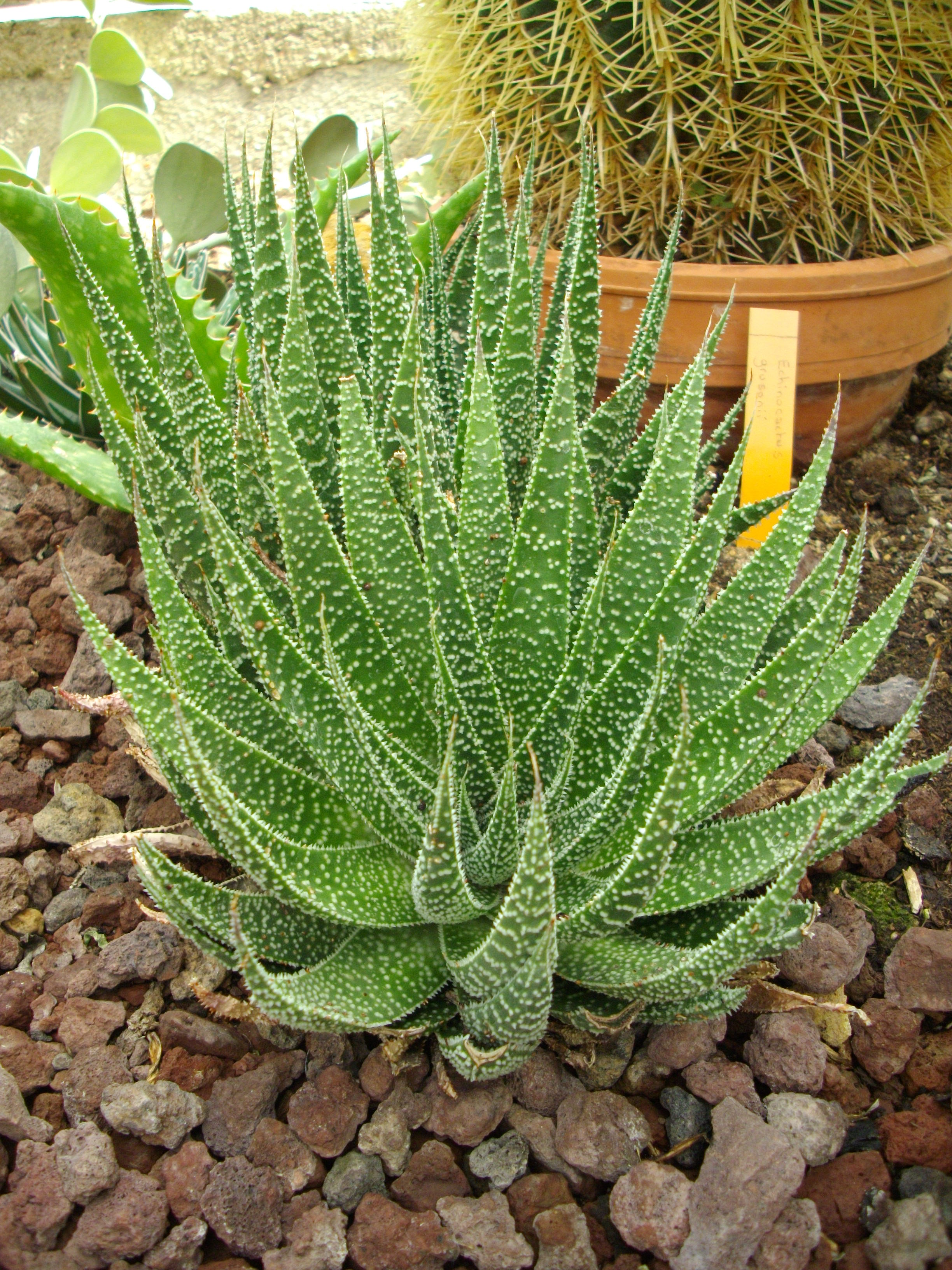
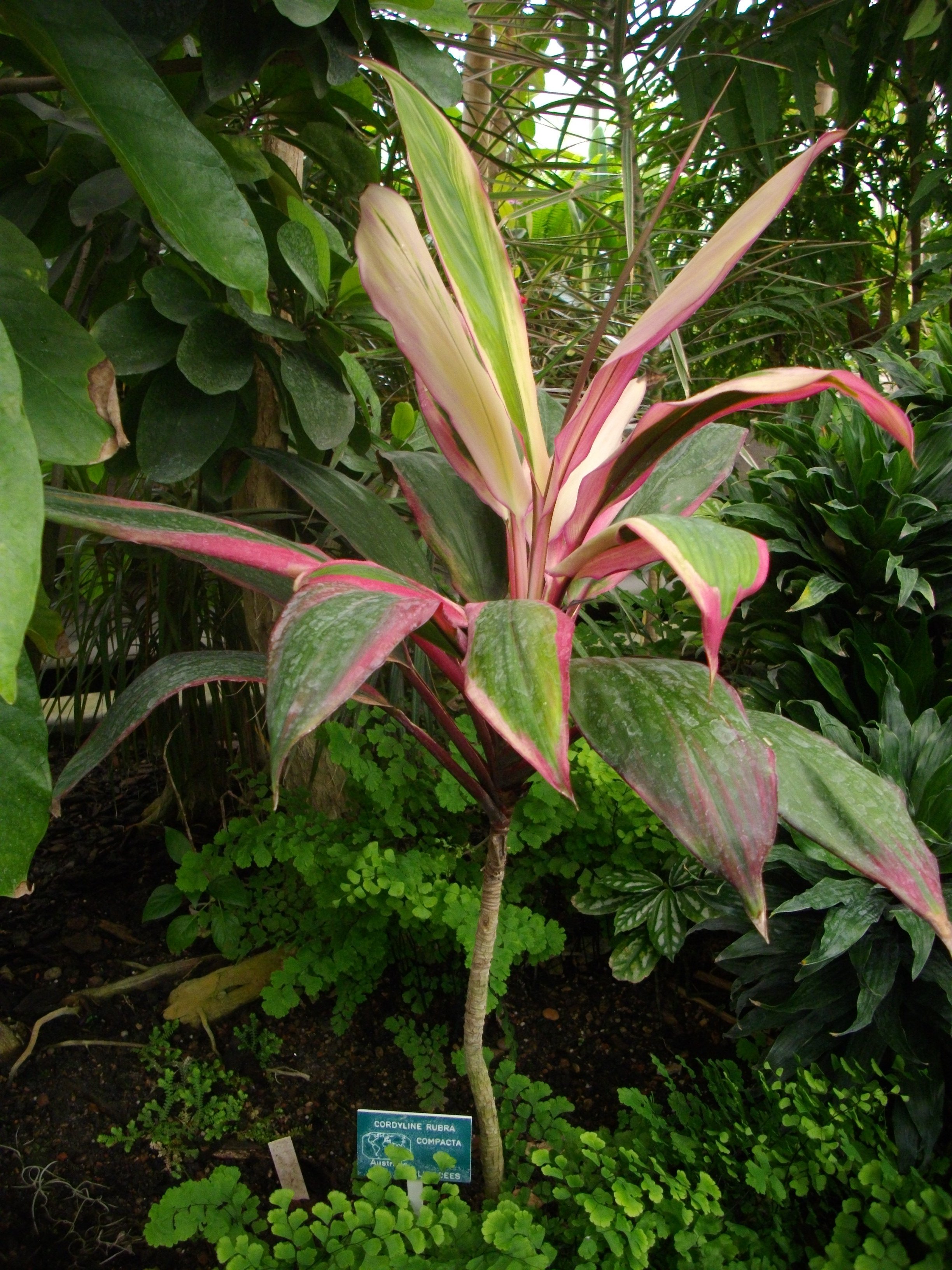
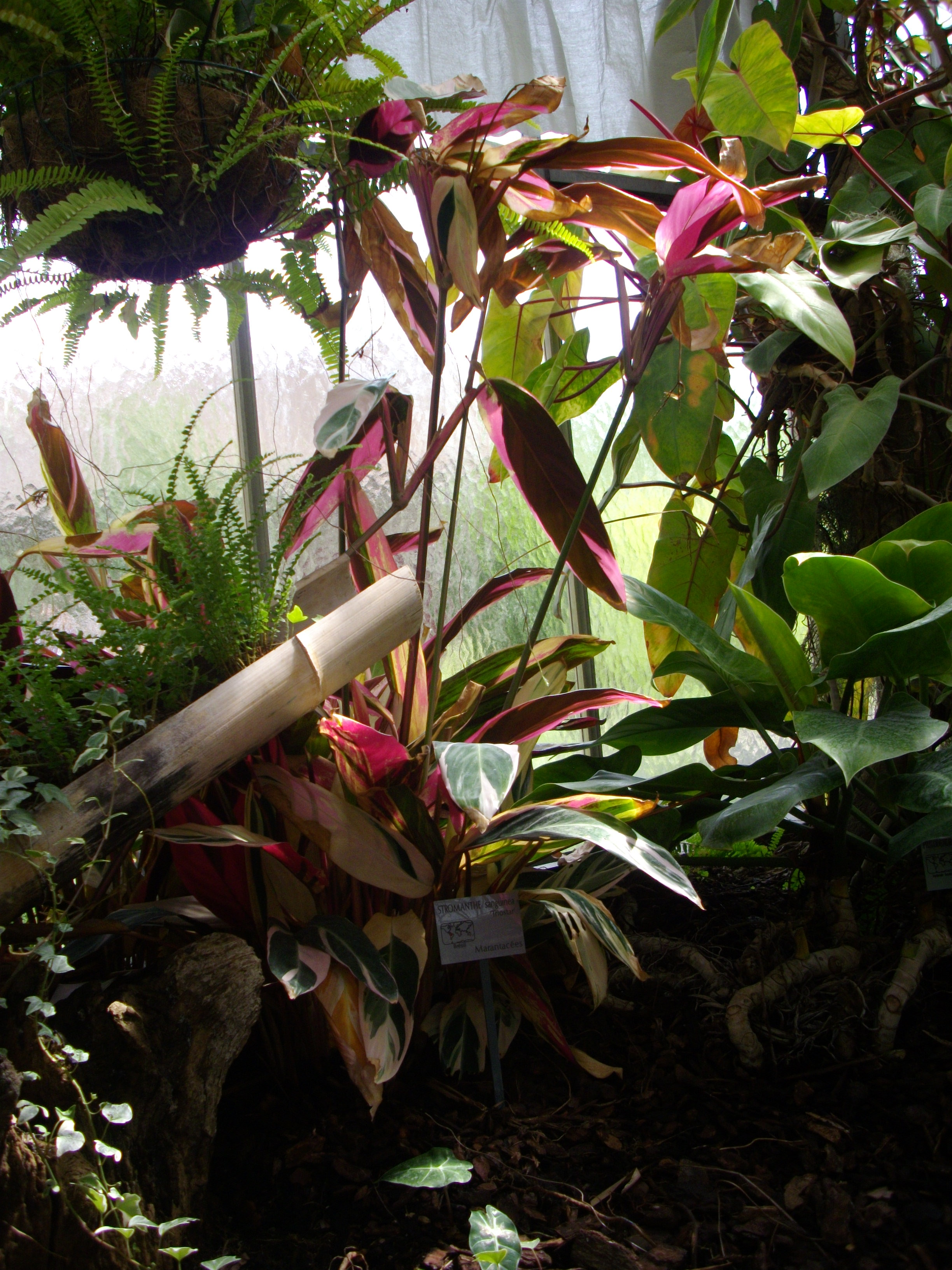
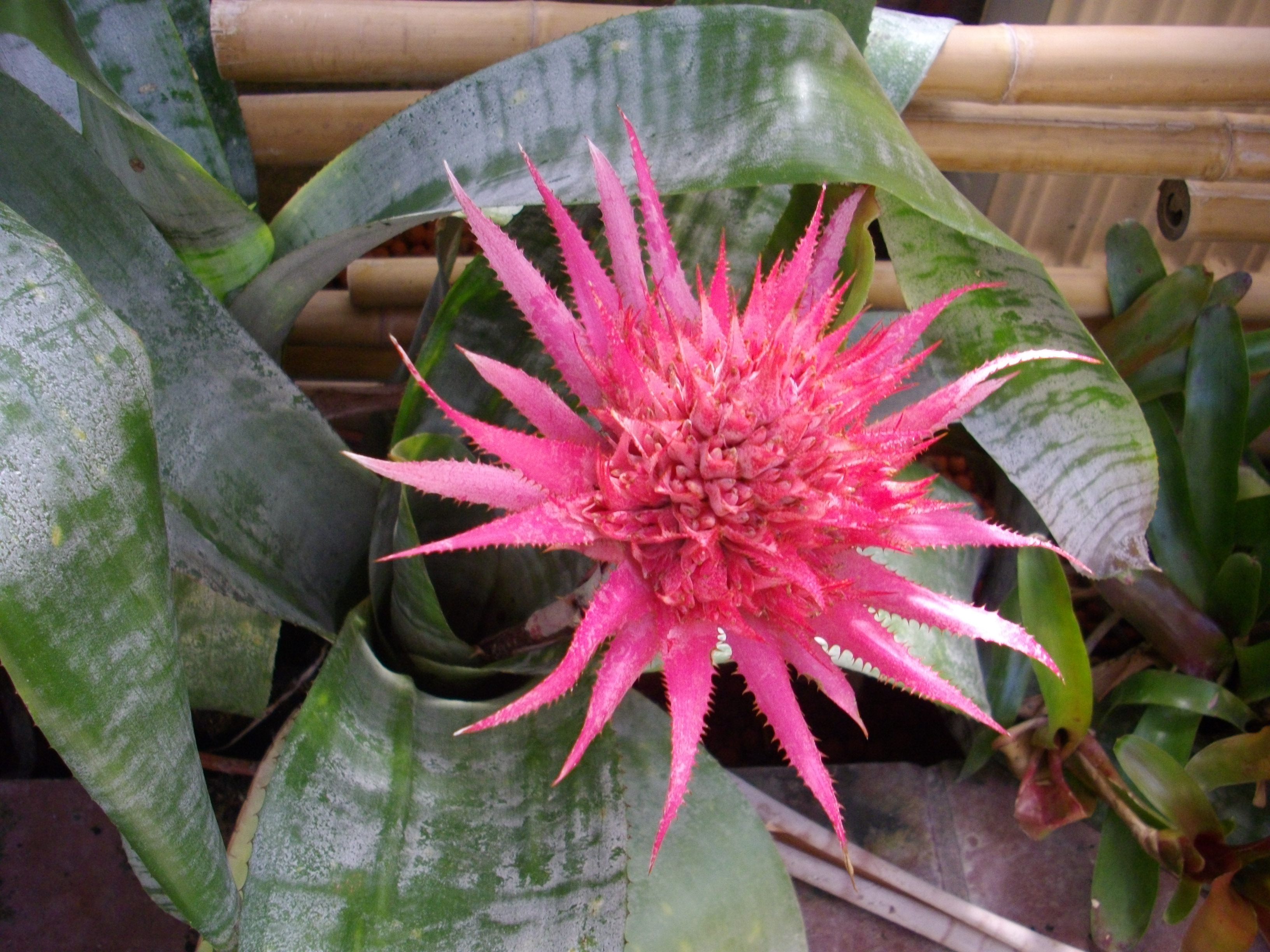

Especímenes al aire libre
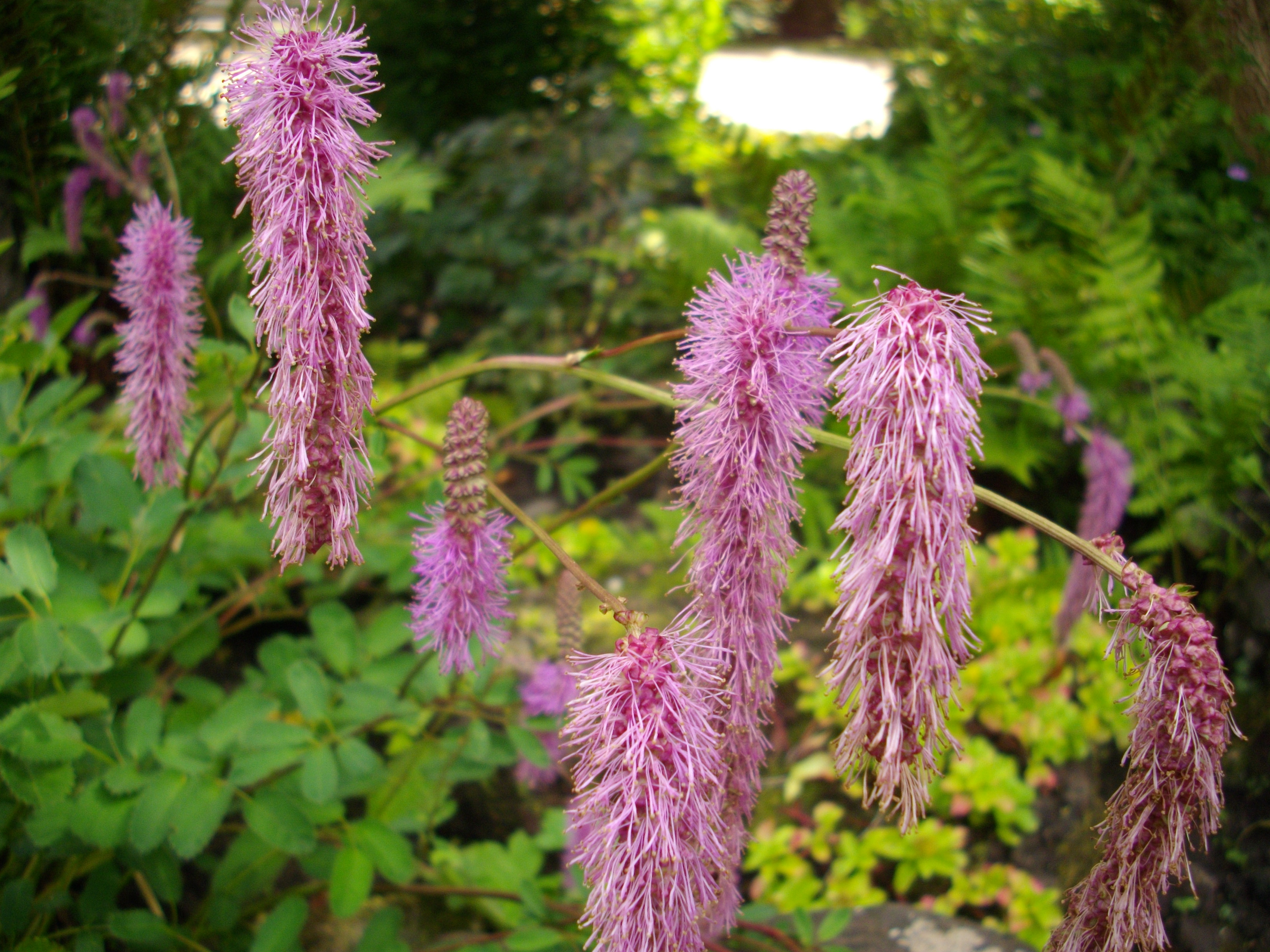
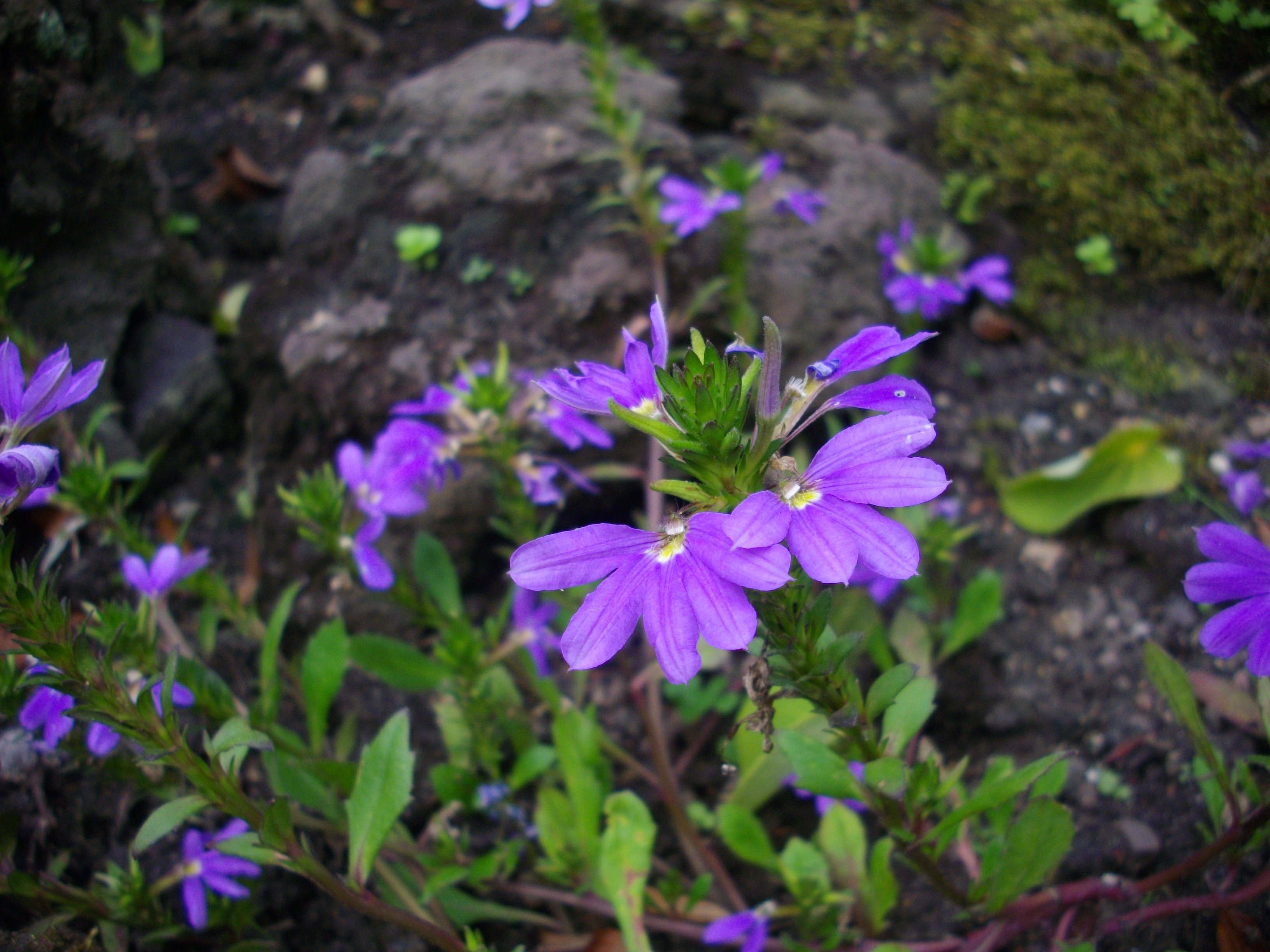
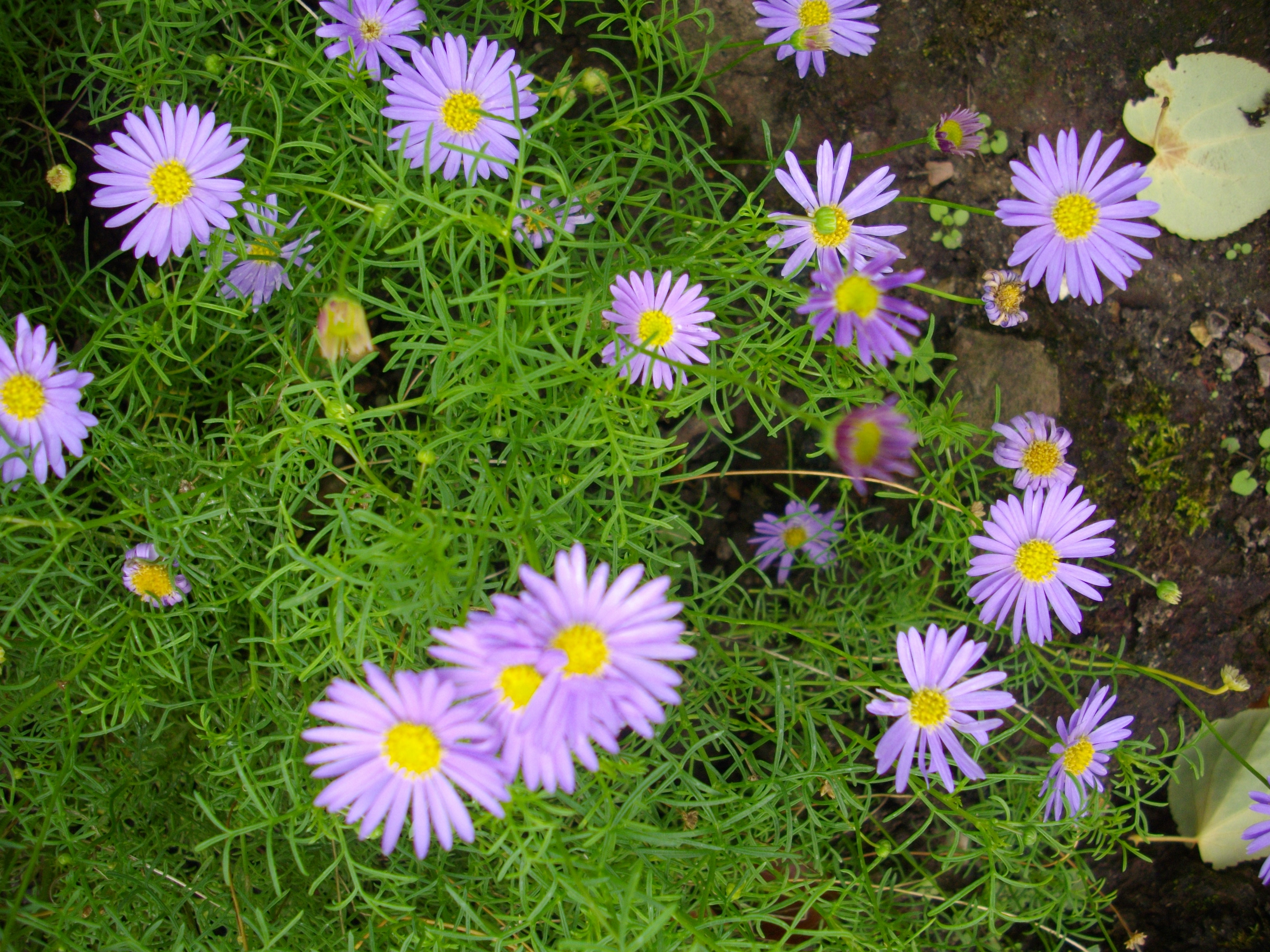
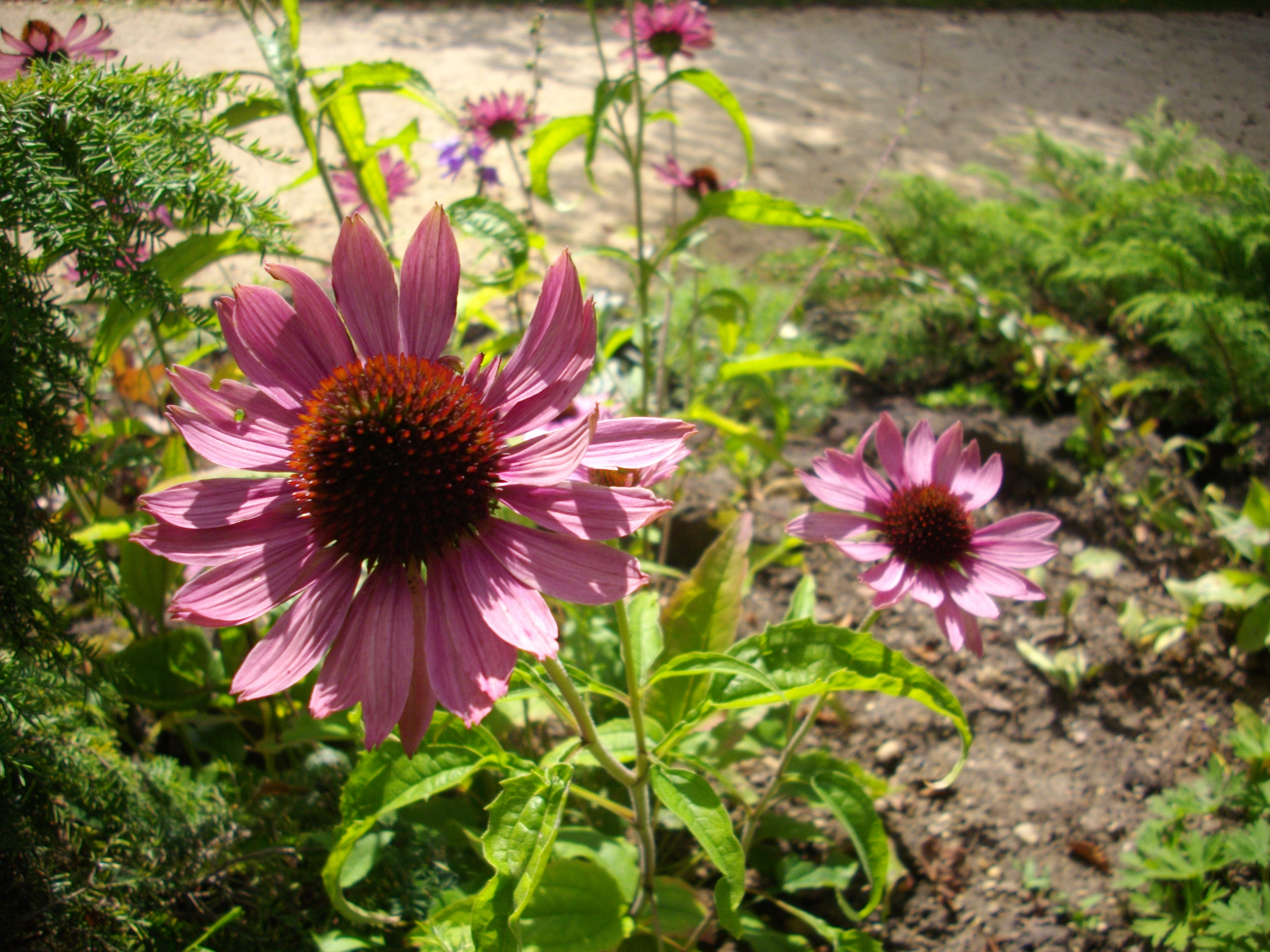
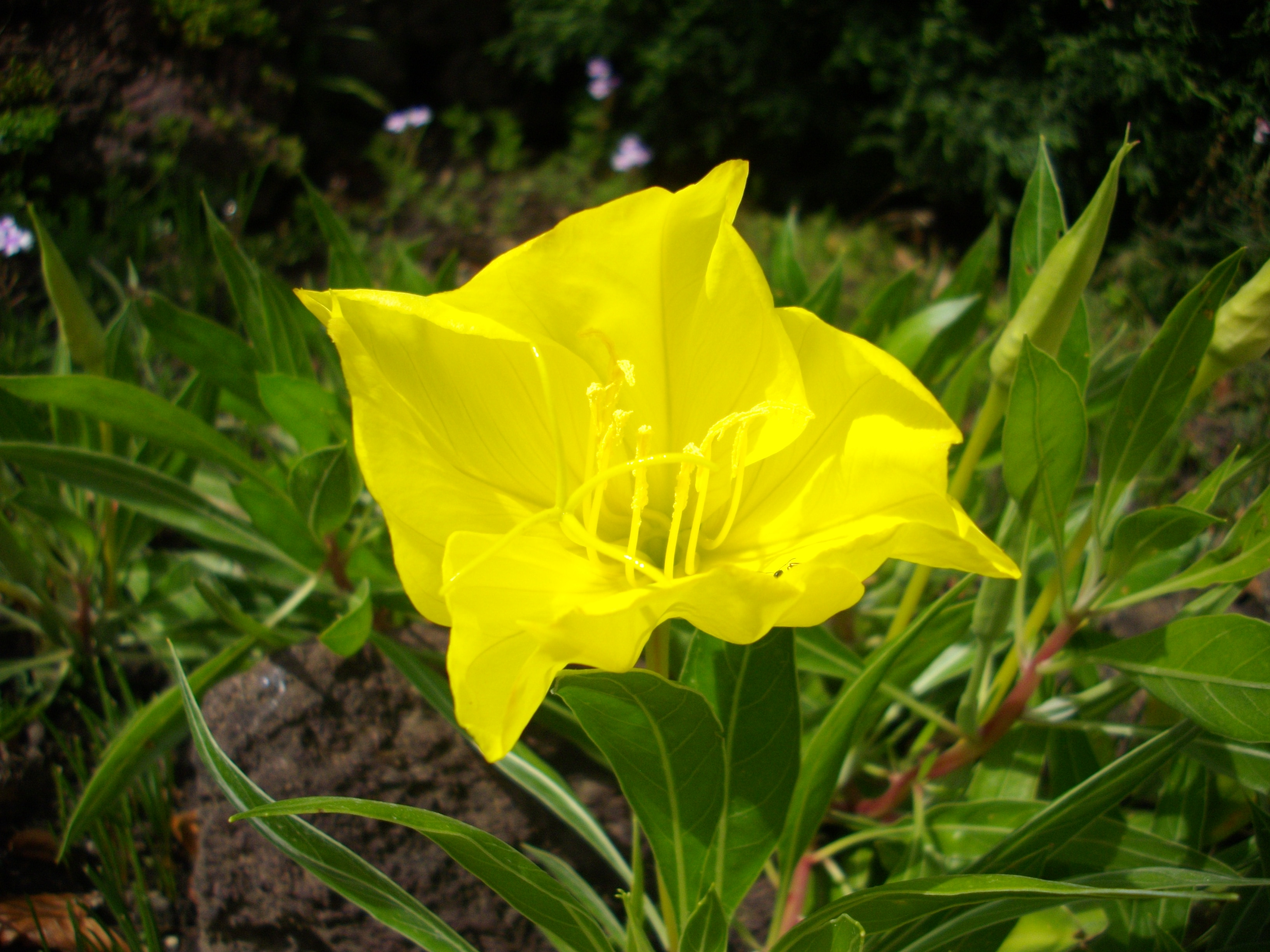